# Gran Premi Les Franqueses
El Gran Premi Les Franqueses és una cursa ciclista de la modalitat de ciclocròs que es disputa a la vila catalana de Les Franqueses del Vallès. Creada al 2010, puntua per la copa catalana i espanyola de l'especialitat.

## Palmarès masculí
| Any  | Vencedor       | Segon                    | Tercer                |
| ---- | -------------- | ------------------------ | --------------------- |
| 2013 | Tomàs Misser   | Francesc Xavier Carnicer |                       |
| 2014 | Tomàs Misser   | Hugo Drechou             | Ramon Sagués          |
| 2015 | Felipe Orts    | Javier Ruiz de Larrinaga | Ismael Esteban        |
| 2016 | Ismael Esteban | Felipe Orts              | Aitor Hernández       |
| 2017 | Ismael Esteban | Felipe Orts              | Matthieu Boulo        |
| 2018 | Jofre Cullell  | Javier Ruiz de Larrinaga | Iván Feijoo           |
| 2019 | Felipe Orts    | Ismael Esteban           | Dieter Vanthourenhout |

## Palmarès femení
| Any  | Vencedora       | Segona            | Tercera          |
| ---- | --------------- | ----------------- | ---------------- |
| 2014 | Mayalen Noriega | Elisabet Boix     | Mariola Antonela |
| 2015 | Aida Nuño       | Olatz Odriozola   | Sandra Santanyes |
| 2016 | Aida Nuño       | Lucía González    | Alicia González  |
| 2017 | Magdalena Duran | Suzanne Verhoeven | Mercè Pacios     |
| 2018 | Olatz Odriozola | Irene Trabazo     | Luisa Ibarrola   |
| 2019 | Lucía González  | Joyce Vanderbeken | Veerle Goossens  |